# Emma Drobná
Emma Drobná (* 24. března 1994, Nové Mesto nad Váhom) je slovenská zpěvačka a vítězka čtvrté řady pěvecké soutěže Česko Slovenská SuperStar. Své první album s názvem Emma Drobná vydala v roce 2016.

## Biografie
Do svých 17 let vyrůstala v Novém Mestě nad Váhom se svojí matkou, babičkou a sestrou. Potom se rozhodla odjet na rok do Dánska, kde vystudovala střední školu s hlavním oborem design. Poté se odstěhovala na dva roky do Londýna, kde se živila prací za barem. Během svého pobytu v Londýně si zahrála v klipu Hlavolam české kapely Chinaski. Ve známost na veřejnosti vděčí účasti a výhře v soutěži Česko Slovenská SuperStar (4. řada) v roce 2015. V roce 2016 účinkovala také v první řadě slovenské show Tvoja tvár znie povedome. Dále pak v Galashow s latinou 2016, v Hviezdne párty a do svého pořadu Všechnopárty si ji pozval i Karel Šíp. Ve slovenské televizi Markíza účinkovala v pořadu Dobre vedieť! a na STV1 v pořadu Milujem Slovensko. V témže roce vydala svůj první singl Smile, který se probojoval i do rádií.  Na tomto videoklipu spolupracoval tým Creative Music House. 

## Úspěchy
- 2015 – vítězka 4. řady pěvecké soutěže Česko Slovenská SuperStar[8]

## Diskografie
- Emma Drobná (2016)
- You Should Know (2017)
- Better Like This (2020)
- Emminencia (2025)

### Hudební klipy
- „Smile“ (2016)
- „Words“ (2017)
- „Remember“ (2017)
- „Try“ (2018)
- „Demons“ (2019)
- „Yeah Baby!“ (2020)
- „Hawaii“ (2022)